# Walter de Geroldseck
Walter de Geroldseck est un évêque de Strasbourg né vers 1229-1230 et mort le 12 février 1263. Élu évêque de Strasbourg en 1260 grâce au soutien de son père, il s’engage immédiatement dans la répression des velléités d’indépendance des bourgeois de Strasbourg. Ces mesures amènent la ville à se rebeller ouvertement à partir du printemps 1261, forçant Walter de Geroldseck à l’assiéger avec l’aide de la haute noblesse locale. Il rencontre néanmoins peu de succès et est finalement sévèrement battu à la bataille de Hausbergen le 8 mars 1262. Incapable de négocier la paix, il doit se replier dans son château de Dachstein, où il meurt le 12 février 1263.

## Biographie
Walter de Geroldseck naît en 1229 ou en 1230 dans la famille des Geroldseck über Rhein. Son père Walter s’est considérablement enrichi par l’exploitation des mines d’argent de Prinzbach à partir de la fin des années 1250 et a acquis de nombreuses possessions dans le Rhin supérieur.
L’influence de son père permet à Walter de Geroldseck de devenir chanoine du grand chapitre de Strasbourg alors qu’il n’est encore qu’un enfant puis d’en devenir prévôt dès 1252. Elle lui permet également d’être élu presque à l’unanimité évêque de Strasbourg par le chapitre à la mort de Henri III de Stahleck en 1260. Ce choix du chapitre est probablement aussi basée sur l’espoir qu’avec l’aide de sa puissante famille il fera rentrer dans le rang la ville de Strasbourg, qui manifeste depuis une dizaine d’années des velléités d’indépendance de plus en plus marquées.
Néanmoins, les mesures prises par Walter de Geroldseck ne font qu’accroître les tensions et les bourgeois se rebellent ouvertement au printemps 1261 en bloquant l’acheminement de l’aide que l’évêque veut envoyer à ses cousins Lichtenberg pour les aider dans leur guerre contre l’évêque de Metz, conduisant à leur défaite. Walter de Geroldseck lance alors l’interdit sur la ville en juin 1261 et ordonne au clergé de quitter la ville, bien qu’une partie préfère lui désobéir. Il tente également, sans succès, de diviser patriciens et bourgeois en lançant une campagne de propagande accusant les premiers d’accaparer le pouvoir municipal aux dépens des seconds.
Walter de Geroldseck entreprend alors de reprendre sa ville par la force en liguant la majeure partie de la noblesse d’Alsace contre la ville. Il obtient également l’aide des autres principautés religieuses de la région, l’abbaye de Murbach et l’archevêché de Trèves, ainsi que du landgrave de Haute-Alsace, Rodolphe de Habsbourg. Toutefois, l’omniprésence des Geroldseck, qui continuent de s’étendre en Alsace pendant cette période, et le caractère emporté de Walter amène certains de ses alliés à retourner chez eux, voire à changer de camp, comme Rodolphe de Habsbourg, qui se rallie aux Strasbourgeois en septembre 1261.
Le 8 mars 1262, les Strasbourgeois se mettent en ordre de bataille à Hausbergen. Méprisant la milice bourgeoise, Walter de Geroldseck, en dépit des recommandations de son entourage, les charge avec sa seule cavalerie, sans attendre son infanterie. Le parti épiscopal est massacré dans le combat qui s’ensuit et l’évêque lui-même échappe de peu à la mort en prenant la fuite. Son armée brisée, il est contraint de signer une trêve le 9 juillet 1262. Lors des négociations de paix, il se montre peu diplomate et révèle par inadvertance les plans de ses chevaliers prisonniers pour s’évader, ruinant par là ses chances de retrouver ses forces.
Refusant de faire la paix, Walter de Geroldseck se replie dans son château de Dachstein pendant que les Strasbourgeois et leurs alliés ravagent ses possessions. Il y meurt le 12 février 1263.